# Лазар Колчагов
Лазар Георгиев Колчагов е български революционер, деец на Вътрешната македоно-одринска революционна организация.

## Биография
Колчагов е роден в Банско, в Османската империя, днес в България. Принадлежи към големия род Колчагови. Син е на Георги Колчагов и революционерката Милана Колчагова, брат му Атанас Колчагов също е участник в Илинденско-Преображенското въстание. Лазар Колчагов учи в Банско. Става член на ръководството на основания в 1896 година Разложки околийски революционен комитет заедно с Минчо Тодев, Иван Колчагов, Благо Ушев и Андрей Петканчин. Участва в аферата „Мис Стоун“ в 1901 година. През април 1903 година Колчагов е делегат на конгреса на Серския революционен окръг (провалил се заради убийството на Гоце Делчев) и с четата на Пейо Яворов води бой при Годлево. През Илинденско-Преображенското въстание участва в сраженията при Белица и Бачево. В 1905 година участва в работата на Първия (редовен) конгрес на Серския окръг в Езерник (Белемето). В 1906 година, преследван от властите, се изселва със семейството си в Лъджене, България.
По време на Балканската война е войвода на чета на Македоно-одринското опълчение. Сборната чета на Иван Вапцаров, Христо Чернопеев, Пейо Яворов и Лазар Колчагов освобождава Банско, Мехомия и Кавала.